# Blanca Quiroga
La Blanca Quiroga fue la primera embarcación de salvamento marítimo que operó en España.

## Historia
El año 1970 el pesquero La Isla embarrancó en la piedra del Buey, a escasos metros de la costa de la Torre de Hércules, en La Coruña, perdiendo la vida catorce de sus quince tripulantes, cuyos gritos solicitando ayuda no pudieron ser atendidos por la falta de equipos de salvamento marítimo.
Ante semejante desgracia, Francisco Dotras Lamberti encabezó un movimiento social que consiguió establecer la primera base en España de la Cruz Roja del Mar, y la llegada a La Coruña en 1973 de la lancha de salvamento marítimo Blanca Quiroga, que participó en salvamentos de catástrofes como las de los petroleros Urquiola (1976) o el Mar Egeo (1992). Desde 2002, el barco está retirado y expuesto en el Parque de Bens.